# 마테오 페시나
마테오 페시나(이탈리아어: Matteo Pessina, 1997년 4월 21일 ~ )는 현재 이탈리아 세리에 A의 클럽 몬차에서 뛰는 이탈리아의 축구 선수이다.

## 수상
이탈리아 U20
- FIFA U-20 월드컵 3위: 2017

이탈리아
- UEFA 유럽 축구 선수권 대회: 2020